# (36914) 2000 SX191
2000 SX191 (asteroide 36914) é um asteroide da cintura principal. Possui uma excentricidade de 0.14583060 e uma inclinação de 1.79707º.
Este asteroide foi descoberto no dia 24 de setembro de 2000 por LINEAR em Socorro.